# Fissidens lancifolius
Fissidens lancifolius är en bladmossart som beskrevs av Edwin Bunting Bartram 1939. Fissidens lancifolius ingår i släktet fickmossor, och familjen Fissidentaceae. Inga underarter finns listade i Catalogue of Life.